# 使人誤解的工房主～關於原英雄隊伍的雜役人員，實際上除了戰鬥能力外全是SSS的故事～
《使人誤解的工房主～關於原英雄隊伍的雜役人員，實際上除了戰鬥能力外全是SSS的故事～》（日语：勘違いの工房主～英雄パーティの元雑用係が、実は戦闘以外がSSSランクだったというよくある話～）是時野洋輔所撰寫的日本輕小說。2018年8月19日開始在AlphaPolis電網浮游都市連載。曾獲得該小說網站主辦的「第11屆AlphaPolis奇幻小說大賞」讀者獎。
2019年3月起經AlphaPolis發行實體書，藏能瀨擔綱插圖。改編漫畫由古川奈春擔任作畫。同年12月起亦於網站《AlphaPolis電網浮游都市》開始連載。
2024年10月18日，宣佈將改編為電視動畫，由EMT Squared擔任動畫製作，2025年4月開始播放。

## 故事簡介
原本在英雄隊伍「炎之龍牙」擔任雜役工作的克爾特，一直在隊伍裡支援非戰鬥任務，在戰鬥方面的適性相當低落，全部是最低等級G級。有一日他被以毫無用處為由，遭到隊伍嫌棄無情踢出小隊。為了謀生，他開始接手各種工事和採礦的委託，起初他以為自己依舊無法派上用場，沒想到卻展現出驚人的非戰鬥才能，在各方面的工作表現十分亮眼出色，原來他在戰鬥以外的所有領域均擁有最頂尖SSS等級適性，但本人卻絲毫沒有察覺到這點。還邂逅了前王家直屬冒險者、王國公主等風姿綽約的美女，艷福不淺的他，身邊的這些美女夥伴們個個非常體貼，深怕他肩負過多危險與責任，一再隱瞞他的實際才華，讓他誤以為自己平凡無能。他在無意識中被捲入各種事件，卻憑藉著自己無意識的行動幫助許多人解決他們的難題，最終甚至拯救了整座城鎮、乃至於整個國家，本人對此仍舊毫不知情。眾人對他精妙絕倫的非戰鬥技能，時而讚嘆稱奇，又對他一直處於狀況外，時而錯愕無言，開啟了一段詼諧幽默的誤會系奇幻物語。

## 登場人物

### 主要角色
克爾特·羅克漢斯（聲：小松未可子）
霍姆羅斯王國新設立的工房主。個性篤實敦厚，具有心澈澄明的純淨靈魂，不會因美色當前而作出踰矩行為。原本在英雄隊伍「炎之龍牙」擔任雜役工作，一直在隊伍裡支援非戰鬥任務，在戰鬥方面的適性相當低落，全部是最低等級G級。在戰鬥以外的所有領域均擁有最頂尖SSS等級適性，無論是採礦、鍛造、鍊金、修補、縫紉、建築、料理等各方面，只要是非戰鬥方面的技能，他不一而足全部精通，本人卻絲毫沒有察覺到這點。他的這些卓越才華，甚至可以讓他因此擔任王立魔法技師研究所的所長，地位堪比名譽伯爵，但是被他婉拒。
他其實具有相當精湛的戰鬥才能，但是必須先催眠自己這是在執行非戰鬥的工作，曾與一個冒險者小隊進入地底迷宮探險，在途中遭遇大量鋼鐵魔偶的襲擊，他平時戰鬥雖然連一隻史萊姆也打不贏，居然大發神威把這些鋼鐵魔偶輕鬆擊倒，事後詢問他為何如此勇猛善戰，他回覆道只要把這些行動當作「採礦」就能簡單達成。
艷福不淺的他，更邂逅了前王家直屬冒險者、王國公主等風姿綽約的美女，他身邊的這些美女夥伴們對他過於體貼，深怕他肩負過多危險與承擔過大責任，被有心人士惡意利用他的能力，一再隱瞞他的實際才華，讓他誤以為自己平凡無能。在身邊這些親友的過保護之下，他一直在無意識中被捲入各種事件，卻憑藉著自己無意識的行動幫助許多人解決他們的難題。儘管他已經成為王國新設立的工房主，仍持續活在誤解之下，依然以「工房主代理」的身份在自己的工房裡打雜。
出身於哈斯特村，也是傳說中的大賢者的弟子。
尤莉希亞（聲：瀨戶麻沙美）
前王家直屬冒險者，常被親友暱稱為「尤莉」。擁有白色長髮和深褐皮膚，是一位體態纖細、身材姣好的美女，但本人對自己的美貌毫不在意。尤莉的劍術高超，現已脫離王家掌控，以一般冒險者的身份進行活動，但依然與宮廷魔術師米米可等王國核心人物保持著連繫。為了開採祖傳的礦山，她邂逅了前來應募的克爾特，發現他在非戰鬥領域的卓越才能，以及極低的自我認同感。在某次野炊露營中，尤莉曾赤身露體，進入帳篷緊鄰著克爾特同榻而眠，測試他是否為正人君子，所幸他並未作出任何非份之舉。身為一個常識人，她常被克爾特的諸多誤會行為所困擾，肩負著無情的吐槽調侃之責，為了守護他而四處奔波。尤莉對克爾特非常體貼，他其實擁有卓越才華，甚至因此成為工房主，卻一直不肯告訴他這些事實，深怕他承擔過多危險與責任，被有心人士惡意利用他的能力。
莉婕洛媞·霍姆羅斯（聲：田中美海）
霍姆羅斯王國第三王女，常被親友暱稱為「莉婕」。她擁有獨特的柔順金髮與白皙皮膚，是一位容貌秀麗、氣質典雅的美女。因故受到王國政敵的追殺，遭人施放致命詛咒而面臨生命危險。在歐菲莉亞的工房藏匿時，她意外邂逅前來打雜的克爾特，當時她正在房間更衣袒露著上身，露出一對胸脯。心疼她悲慘遭遇的克爾特，替她熬煮了一碗粥，在他卓越才能的加持下，這碗粥居然變成能醫治百病的聖靈藥，不經意的解除了她身上詛咒，自此重拾往昔的正常生活。克爾特行為舉止溫文爾雅，拯救她逃離了詛咒的痛苦折磨，讓她留下非常美好的印象，深獲她的芳心暗許。她也跟尤莉一樣，對克爾特非常體貼，他其實擁有優秀非戰鬥才能，甚至因此成為工房主，卻始終不肯對他提及這些事情，深怕他肩負過多危險與責任，被有心人士惡意利用他的能力。
米米可（聲：金元壽子）
霍姆羅斯王國的宮廷魔法師第三席。宮庭魔法師具有等同於名譽伯爵的國家地位，她在王都經營著一家魔法商品屋，是尤莉希亞的好友兼王家聯絡員。她慧眼獨具，對克爾特注入魔力加工而成的魔晶石、秘銀、奧里哈鋼等工藝成品，給予極高品質的評價。她還身兼特務組織王家暗部「幻影」的指揮官，負責執行特殊任務，暗中保護第三王女莉婕洛媞的安全。
歐菲莉亞（聲：田中理惠）
霍姆羅斯王國的工房主，精靈族女子。她是第三王女莉婕洛媞的前家庭教師，也是王國僅有十六位工房主的其中之一，擁有極高的工藝品製造技術。工房主具有等同於子爵的國家地位，有著國家特許資格，可以單獨開發製造藥品、魔劍、魔道具等工藝產品加以販賣牟利，以及享受五十年的專利。若想要成為工房主，必須具備頂尖工藝技能始可獲得王國的封賞。她藏匿了遭到王國政敵的追殺，並且被人施放致命詛咒的莉婕，讓她得以躲藏在工房裡。
戈爾諾瓦（聲：岡本信彥）
隸屬英雄隊伍「炎之龍牙」的劍士，也是這個團隊的隊長。個性刻薄寡恩，平時就對克爾特頤指氣使，有一日他以戰鬥方面毫無用處為由，將克爾特驅逐出隊伍，還訕笑他是連史萊姆都打不贏的廢物。他擁有的炎之大劍可以釋放炙熱火焰，將魔物一舉焚燒殆盡。卻沒料到他的武器需要魔力供給與調整，平時都是由克爾特負責施作這種後勤保養，少了克爾特後，緊要關頭他的武器居然釋放不出任何火焰。平時嚐盡克爾特料理的珍饈美食，他的胃口早被慣壞，克爾特離隊後，一般坊間美食已完全不能滿足他的貪婪味覺。他因吃不到心中的美食，時常在餐館裡鬧事，而受到王都衛兵的追緝抓捕，還砍傷了一個前來緝捕他的士兵。
瑪蕾菲絲（聲：早見沙織）
隸屬英雄隊伍「炎之龍牙」的魔法使。她擁有的獨角獸法杖可以施放大量魔力，對魔物造成魔法損傷、或治癒我方成員的傷害。與戈爾諾瓦的情況類似，她的法杖需要魔力供給與調整，平時都是由克爾特負責施作這種後勤保養，少了克爾特後，緊要關頭她的法杖竟然施放不出任何魔力。平時嚐盡克爾特料理的珍饈美食，也跟戈爾諾瓦一樣，她的胃口早被慣壞，克爾特離隊後，嫌棄餐館只招待她如同豬食般難吃的料理，為此還特地在餐館裡釋放雷魔法，當作天雷懲罰了餐館的廚師們。之後受到白蘭教會主教的蠱惑，以讓她升任主教為餌，誘導她喝下已被詛咒的葡萄酒，自此受到主教的控制，命令她暗殺第三王女莉婕洛媞。卻因為克爾特無意識的行動，不僅解除了她身上的詛咒，更因事敗垂成遭到逮捕，被押入王家暗部「幻影」的大牢，吐出一切犯案詳情，最終被交付王國憲兵議處論罪。
班達娜（聲：吉岡茉祐）
隸屬英雄隊伍「炎之龍牙」的女盜賊。她擁有的疾風戒指可以神速移動，讓她的動作非常迅速敏捷，還能促使她一次操縱七個魔道具進行接近戰突破，轉瞬之間就能制止魔物行動，將其壓制約束在地。她是一個謎之人物，基於某種未知目的，她介紹克爾特到歐菲莉亞的工房裡打雜，無形中製造了克爾特解除第三王女莉婕洛媞身上詛咒的契機。當搗亂份子比比諾克加入某個冒險者小隊，誤導整個隊伍狩獵鋼鐵魔偶，並且假裝身體不適離隊，使整個隊伍在地底迷宮遭遇極大的危險，所幸克魯特這時誤打誤撞，無意識替補比比諾克空缺擔任小隊的搬運工，無意識解決了隊伍的危機，她卻依然出現擔任某種穿針引線的工作，釋出關鍵訊息提醒尤莉希亞、莉婕洛媞等人前往拯救整個小隊。

## 出版書籍

### 輕小說
| 冊數 | AlphaPolis     | AlphaPolis             |
| 冊數 | 發售日期       | ISBN                   |
| ---- | -------------- | ---------------------- |
| 1    | 2019年3月31日  | ISBN 978-4-434-25747-6 |
| 2    | 2019年7月31日  | ISBN 978-4-434-26303-3 |
| 3    | 2019年11月30日 | ISBN 978-4-434-26785-7 |
| 4    | 2020年6月30日  | ISBN 978-4-434-27333-9 |
| 5    | 2020年8月31日  | ISBN 978-4-434-27776-4 |
| 6    | 2021年1月31日  | ISBN 978-4-434-28400-7 |
| 7    | 2021年8月31日  | ISBN 978-4-434-29271-2 |
| 8    | 2022年2月28日  | ISBN 978-4-434-29994-0 |
| 9    | 2022年11月30日 | ISBN 978-4-434-31164-2 |
| 10   | 2023年8月31日  | ISBN 978-4-434-32488-8 |

### 漫畫
| 冊數 | AlphaPolis     | AlphaPolis             |
| 冊數 | 發售日期       | ISBN                   |
| ---- | -------------- | ---------------------- |
| 1    | 2020年11月30日 | ISBN 978-4-434-28137-2 |
| 2    | 2021年5月31日  | ISBN 978-4-434-28896-8 |
| 3    | 2022年2月28日  | ISBN 978-4-434-29998-8 |
| 4    | 2022年12月31日 | ISBN 978-4-434-31353-0 |
| 5    | 2023年8月31日  | ISBN 978-4-434-32502-1 |
| 6    | 2024年2月29日  | ISBN 978-4-434-33490-0 |
| 7    | 2024年10月31日 | ISBN 978-4-434-34674-3 |

## 電視動畫

### 製作人員
- 原作：時野洋輔
- 導演：石井久志
- 系列構成：赤尾凸
- 角色設計：中村深雪
- 色彩設計：長谷川美穗
- 撮影監督：志村豪
- 音響監督：西山寬基
- 音樂：渡邊峻冶
- 動畫製作：EMT Squared

### 主题曲
片头曲FACSTORY
演唱：MeseMoa.，作词、作曲、编曲：阿久津健太郎
片尾曲
演唱、编曲：LOT SPiRiTS，作词、作曲：坂元露娜

### 各话列表
| 话数   | 标题                                                           | 编剧     | 分镜       | 演出       | 作画監督 | 总作画監督                     | 首播日期      |
| ------ | -------------------------------------------------------------- | -------- | ---------- | ---------- | --- | ------------------------------ | ------------- |
| 第1话  | 自我評價過低的打雜人員 其實身懷超常技能的常見故事              | 赤尾凸   | 石井久志   | 石井久志   | 远藤省二、桥本纯一、藤田和行、八木元喜、松本胜次、饭饲一幸、高桥耕平、明光                                                                                   | 中村深雪                       | 2025年 4月6日 |
| 第2话  | 第一次去工房                                                   | 藤本芽香 | 石井久志   | 小坂春女   | 藤田和行、八木元喜、饭饲一幸、株式会社x10、光之园动画 | 桥本纯一                       | 4月13日       |
| 第3话  | 对他而言的采掘                                                 | 小豆亚豆 | 岩田义彦   | 佐佐木浩二 | 孙善鸦、承明桂、李在镐、GIL PRODUCTION | 村松尚雄、谷津美弥子           | 4月20日       |
| 第4话  | 新工房的新伙伴                                                 | 毛利野良 | 石井久志   | 清田健     | 萧宇庭、杜林桂、野上慎也、清田华穗、榎本彩芽、无锡星月影视动画制作有限公司                                                                                   | 谷津美弥子                     | 4月27日       |
| 第5话  | 四面楚歌的邊境鎮                                               | 毛利野良 | 佐佐木浩二 | 飯村正之   | 飯飼一幸、高橋耕平、松本勝次、本田創一、和田勝之、161、陈亮、董立则、何金龙、袁荃、罗睿、沈陶裔、全京禹、郁慧云、光之園動畫                                  | 谷津美弥子                     | 5月4日        |
| 第6话  | 四面八方的第九方                                               | 藤本冴香 | 山本寬     | 粟井重紀   | 飯塚葉子、佐藤桂、野馬動画、菁画舎 | 村松尚雄                       | 5月11日       |
| 第7话  | 神奇蛋的新手爸爸                                               | 毛利野良 | 中島深     | 佐佐木浩二 | 山村俊了、藤田和行、松本勝次、八木元喜、飯飼一幸、和田勝之、石川慎亮、橋本純一、高橋耕平、龍光、瑞木晶                                                       | 橋本純一                       | 5月18日       |
| 第8话  | 阿克莉的嗖嗖                                                   | 毛利野良 | 中島深     | 小坂春女   | 和田勝之、飯飼一幸、石川慎亮、八木元喜、藤田和行、高橋耕平、牛尾優依、瑞木晶、無錫極速蝸牛動畫                                                               | 山本俊了                       | 5月25日       |
| 第9话  | 莉婕的告白                                                     | 小豆亚豆 | 石井久志   | 清田健     | 小西亞實、安齊佳實、山本径子、杜林佳、櫻井木之實、YABES、HAN HYEON JI                                                                                        | 谷津美弥子                     | 6月1日        |
| 第10话 | 尤莉西亞的約會                                                 | 赤尾凸   | 石井久志   | 前園文夫   | 陳亮、彭越、董立則、何金龍、袁荃、羅睿、沈陶裔、161、郁慧雲、魏麗娟、張倩茹                                                                                  | 橋本純一、村松尚雄             | 6月8日        |
| 第11话 | 邊境伯爵的秘密                                                 | 毛利野良 | 飯塚葉子   | 粟井重紀   | 飯塚葉子、佐藤桂、野馬動画、菁画舎 | 谷津美弥子、橋本純一、村松尚雄 | 6月15日       |
| 第12话 | 關於原英雄隊伍的雜役人員， 實際上除了戰鬥能力以外全是SSS的故事 | 毛利野良 | 石井久志   | 石井久志   | 桥本纯一、和田勝之、李周鉉、八木元喜、牛尾優依、石川慎亮、光之園動畫、瑞木晶、孫善鴉、林採吉、朴恩英、尹善奎、承明桂、金星一、安永柔、金基燁、民賢淑、李昇姬 | 谷津美弥子                     | 6月22日       |

### 播放電視台
| 播放日期               | 播放時間（UTC+9）    | 播放電視台 | 播放地區 | 備註 |
| ---------------------- | -------------------- | ---------- | -------- | ---- |
| 2025年4月6日 - 6月22日 | 星期日 22:00 - 22:30 | TOKYO MX   | 東京都   |      |

### BD / DVD
| 卷数 | 发售日期          | 收录话数     | 规格编号  | 规格编号  |
| 卷数 | 发售日期          | 收录话数     | BD        | DVD       |
| ---- | ----------------- | ------------ | --------- | --------- |
| BOX  | 2025年8月29日预定 | 第1话—第12话 | KWXA-3337 | KWBA-3337 |

## 外部連結
- 小說官方網站（日語）
- 漫畫官方網站（日語）
- 動畫官方網站（日語）
- 電視動畫的X（前Twitter）（日語）